# 小金井消防署

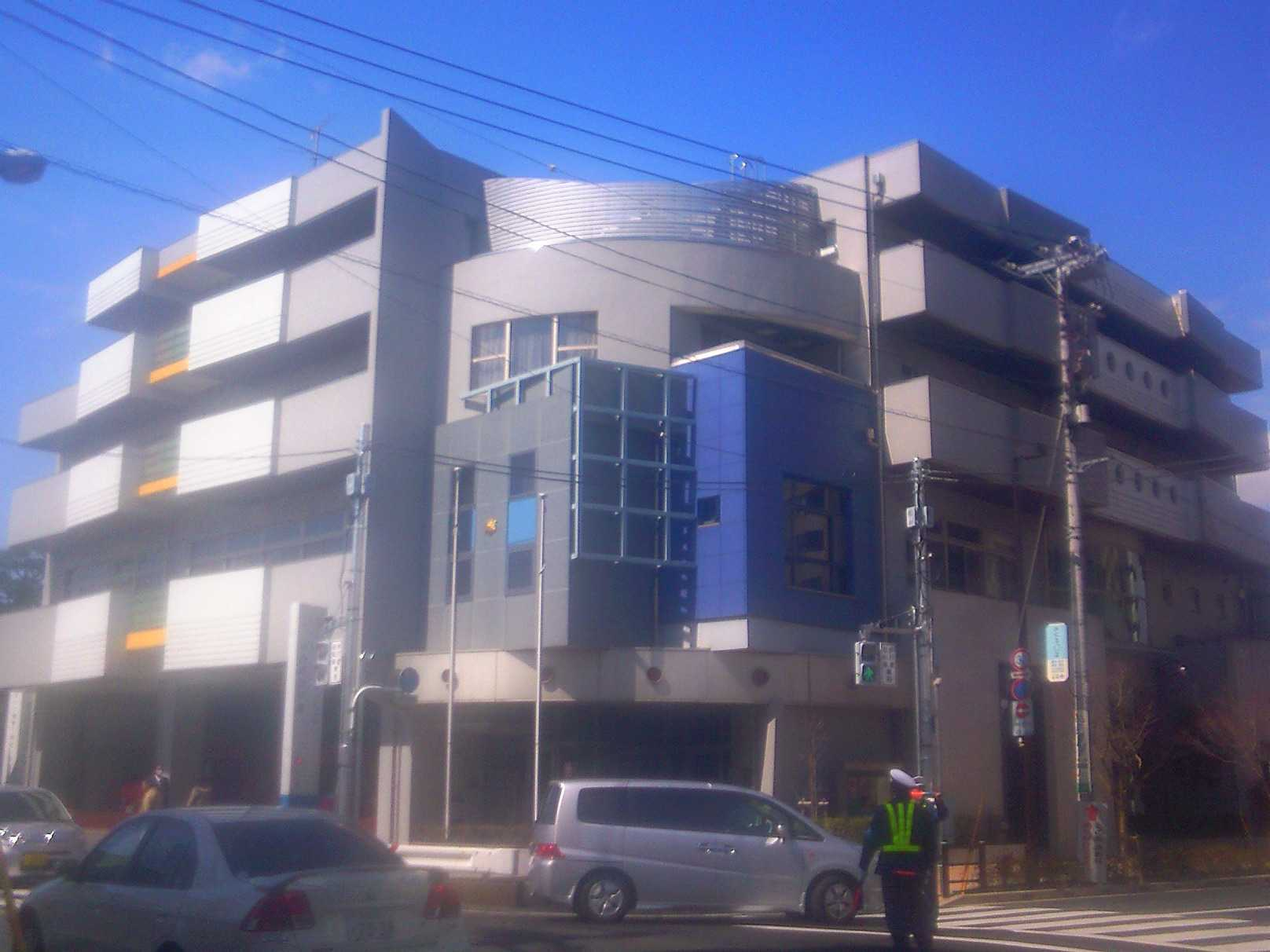
2009年

小金井消防署(こがねいしょうぼうしょ）は、東京都小金井市にある東京消防庁第八消防方面本部に所属する消防署。

## 概要
小金井市全域を管轄する消防署である。開署以前は国分寺消防署小金井出張所が担当していた。

### 沿革
- 1945年7月 - 小金井町が武蔵野消防署の管轄区域となる。
- 1948年3月 - 国分寺町と小平町と共同し一部事務組合を結成し、北多摩中央消防組合が設立される。
- 1960年4月 - 北多摩中央消防組合を解散、東京都に消防事務を委託し、北多摩中央消防署が設立される。
- 1978年11月 - 小平消防署の新設に伴い、北多摩中央消防署が国分寺消防署として改組される。
- 1998年12月15日 - 小金井消防署が同市役所の隣に開設される。東京消防庁では79番目の消防署となる。

## 所在地
- 小金井消防署

東京都小金井市本町6丁目6番1
- 緑町出張所

小金井市緑町2丁目2番42

## 車両
- 小金井消防署[1]

はしご車、普通ポンプ車、指揮隊車、小型ポンプ車、救急車、補給車、人員輸送車、査察広報車×3、非常用ポンプ車×2、非常用救急車
- 緑町出張所[1]

普通ポンプ車、小型ポンプ車、救急車
なお、緑町出張所のポンプ隊は特別消火中隊に指定されている。

## 小金井市消防団
小金井市の自主防災組織として小金井市消防団が存在する。

小金井市消防団は本部（団長、副団長、本部分団長）と5つの分団各15名の計83名で構成される。各分団は分団長1名、副分団長2名、部長1名、班長3名及び団員8名の計15名で構成される。
- 第一分団

本町1丁目8から10番、15から20番

本町2丁目全域

本町3丁目全域

本町4丁目全域

本町5丁目全域

本町6丁目全域

- 第二分団

関野町全域

梶野町全域

緑町全域

- 第三分団

東町全域

中町全域

本町1丁目1から7番、11から14番

- 第四分団

前原町全域

貫井南町1丁目全域

貫井南町2丁目全域

貫井南町3丁目1、2番

貫井南町4丁目全域

貫井南町5丁目全域

- 第五分団

桜町全域

貫井北町全域

南町3丁目(1、2番を除く)

分団ごとに1台ずつのポンプ車計5台および本部の指揮車1台(トヨタヴェルファイア)が配備されている。